# سباق الطريق ضد الساعة للشابات في بطولة العالم لسباق الدراجات على الطريق 2017

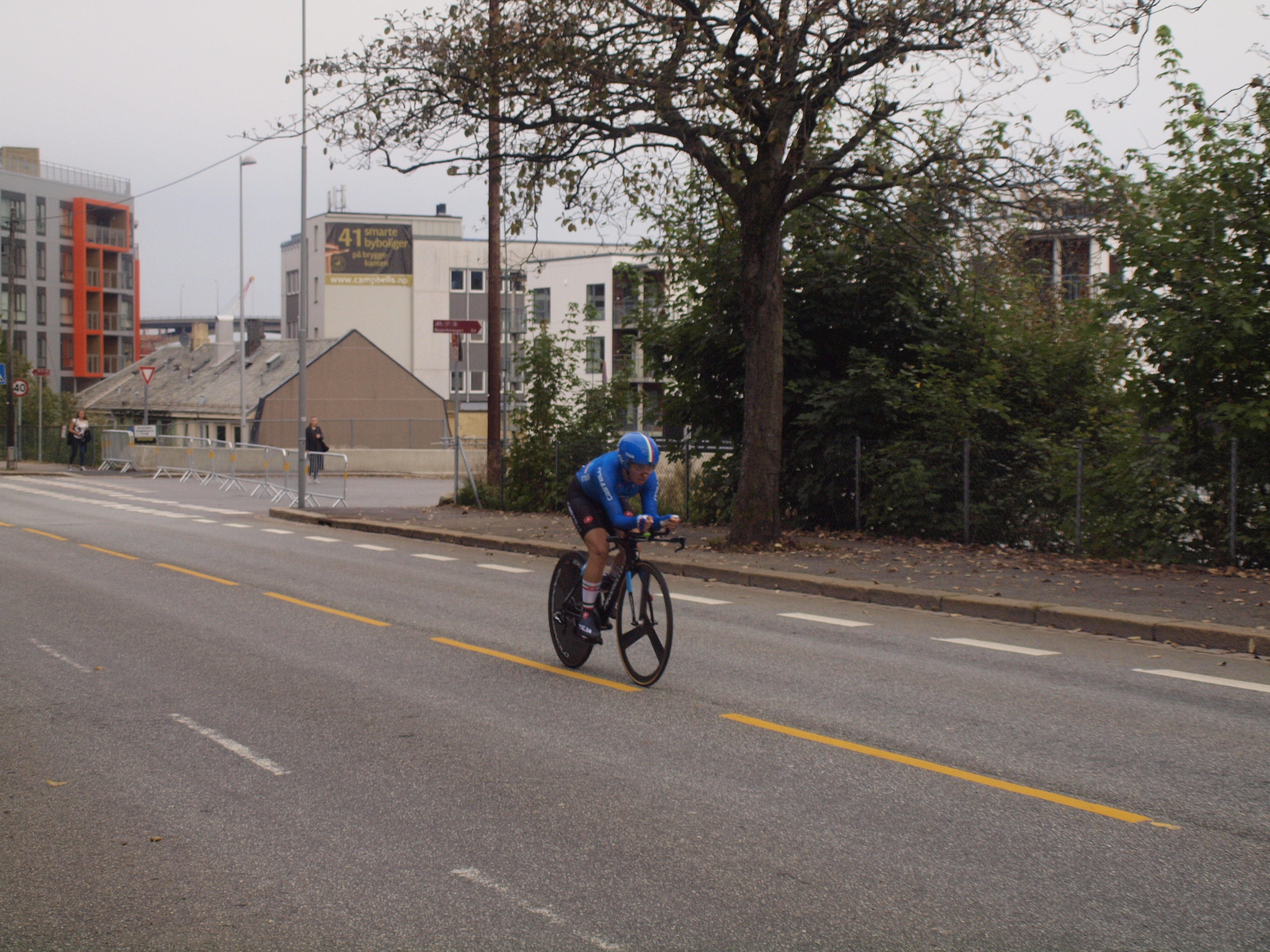

سباق الطريق ضد الساعة للشابات في بطولة العالم لسباق الدراجات على الطريق 2017 (بالفرنسية: Contre-la-montre féminin des juniors aux championnats du monde de cyclisme sur route 2017)‏ هو سباق دراجات هوائية، وهو الموسم رقم 23 من السباق، وأقيم في 18 سبتمبر 2017، وامتدّ لمسافة 16.1 كيلومتر، وهو أحد سباقات بطولة العالم لسباق الدراجات على الطريق 2017.
فاز فيه بالمركز الأول إيلينا بيروني، وبالمركز الثاني Alessia Vigilia ‏، وبالمركز الثالث Madeleine Fasnacht ‏.

## الفائزون
| الترتيب | الفائز              |
| ------- | ------------------- |
| الفائز  | إيلينا بيروني       |
| الثاني  | Alessia Vigilia ‏    |
| الثالث  | Madeleine Fasnacht ‏ |

## وصلات خارجية
- سباق الطريق ضد الساعة للشابات في بطولة العالم لسباق الدراجات على الطريق 2017 على موقع إحصائيات الدراجات الإحترافية (الإنجليزية)